# Selig Brodetsky
Selig Brodetsky (10 de fevereiro de 1888 – 20 de maio de 1954) foi um matemático britânico, membro da Organização Sionista Mundial, segundo presidente da Universidade Hebraica de Jerusalém.
Obteve um doutorado em 1914 na Universidade de Leipzig, orientado por Gustav Herglotz, com a tese Das Potential eines homogenen konvexen Körpers und die direkte Integration des Potentials eines Ellipsoids.
Foi palestrante do Congresso Internacional de Matemáticos em Cambridge (1912).

## Obras
- Memoirs. From Ghetto to Israel, London, Weidenfeld and Nicolson 1960
- The meaning of mathematics, London, E. Benn 1929
- Sir Isaac Newton. A brief account of his life and work, London, Methuen 1927
- A first course to Nomography, London, G. Bell and sons, 1925
- The mechanical principles of the aeroplane, London, J. & A. Churchill, 1921
- Das Potential eines homogenen konvexen Körpers, und die direkte Integration des Potentials eines Ellipsoids. - Leipzig: Fock, 1914 (Dissertation)